# WTC-ove triatlonske utrke u Hrvatskoj
Triatlonske utrke u kalendaru World Triathlon Corporationa (WTC) na više lokacija u Hrvatskoj.

## 5150
Uz glavnu utrku Plava Laguna 5150 triatlon održat će se još Plava Laguna Iron Girl Poreč, utrka u trčanju na 10 kilometara samo za žene te Plava Laguna Iron Kids Poreč utrka za djecu od 4 do 14 godina koji će se natjecati na stazama od 200 metara do jednog kilometra.
Rang
2019.-'20. 5150 Triathlon Series
Naziv utrke
2019.-'20. Plava Laguna 5150 triatlon Poreč
Legenda
* samo oni koji su startali utrku
| Godina | Lokacija | Broj država | Broj natjecatelja * | Broj natjecatelja * | Pobjednik                              | Pobjednik                              | Pobjednik                              | UP                                     | Pobjednica                             | Pobjednica                             | Pobjednica                             | Ref         |
| ------ | -------- | ----------- | ------------------- | ------------------- | -------------------------------------- | -------------------------------------- | -------------------------------------- | -------------------------------------- | -------------------------------------- | -------------------------------------- | -------------------------------------- | ----------- |
| Godina | Lokacija | Broj država | M+Ž                 | Ž                   | Triatlonac                             | Vrijeme [h]                            | MP [min]                               | UP                                     | Triatlonka                             | Vrijeme [h]                            | MP [min]                               | Ref         |
| 2021.  | Poreč    |             |                     |                     | Vinko Vrebac                           | 2;06:30                                | +1:13                                  | 4. (ž)                                 | Željka Šaban Miličić                   | 2;11:21                                | +1:07                                  |             |
| 2020.  | •        | •           | •                   | •                   | Utrka otkazana zbog COVID-19 pandemije | Utrka otkazana zbog COVID-19 pandemije | Utrka otkazana zbog COVID-19 pandemije | Utrka otkazana zbog COVID-19 pandemije | Utrka otkazana zbog COVID-19 pandemije | Utrka otkazana zbog COVID-19 pandemije | Utrka otkazana zbog COVID-19 pandemije |             |
| 2019.  | Poreč    |             | 280                 | 43                  | Andrej Vištica                         | 1;48:53                                | +1:26                                  | 31. (ž)                                | Željka Šaban Miličić                   | 2;06:24                                | +2:29                                  | [ 2 ] [ 3 ] |

## Ironman 70.3
Rang
2015.-'17. ??
Naziv utrke
2022.-'24. Plava Laguna Ironman 70.3 Poreč
2015.-'17. Ironman 70.3 Pula
Legenda
* samo oni koji su startali utrku
| Godina | Lokacija | Broj država | Broj natjecatelja * | Broj natjecatelja * | Pobjednik            | Pobjednik   | Pobjednik | UP       | Pobjednica           | Pobjednica  | Pobjednica | Ref               |
| ------ | -------- | ----------- | ------------------- | ------------------- | -------------------- | ----------- | --------- | -------- | -------------------- | ----------- | ---------- | ----------------- |
| Godina | Lokacija | Broj država | M+Ž                 | Ž                   | Triatlonac           | Vrijeme [h] | MP [min]  | UP       | Triatlonka           | Vrijeme [h] | MP [min]   | Ref               |
| 2024.  | Poreč    |             |                     |                     | Nepoznata kratica »« | ;:          | +:        | . ()     | Nepoznata kratica »« | ;:          | +:         |                   |
| 2023.  | Poreč    |             |                     |                     | Matevž Nunar         | ;:          | +:        | . ()     | Lara Rajterič        | ;:          | +:         | [ 4 ]             |
| 2022.  | Poreč    |             |                     |                     | Paul Loiseaux        | ;:          | +:        | . ()     | Veronika Andrlova    | ;:          | +:         |                   |
| 2017.  | Pula     |             | 1054                | 154                 | Stefan Haubner       | 3;46:33     | +0:50     | 32. (ž)  | Anna Przybilla       | 4;04:41     | +16:58     | [ 5 ] [ 6 ] [ 7 ] |
| 2016.  | Pula     |             | 1448                | 195                 | Kjel De Hertog       | 4;24:41     | +1:38     | 65. (ž)  | Gaia Peron           | 4;50:42     | +6:54      | [ 8 ]             |
| 2015.  | Pula     |             | 1510                | 223                 | Thomas Priglinger    | 3;49:36     | +2:21     | 122. (ž) | Elisabetta Villa     | 4;22:10     | +5:19      | [ 9 ] [ 10 ]      |

Najbolji hrvatski rezultati su 3. mjesto Dejana Patrčevića 2015. i 2. mjesto Željke Šaban Miličić 2016.
Info
1. ↑  Plivačka dionica je otkazana na sam dan utrke pola sata prije starta zbog vrlo snažnih morskih struja i velikih valova.
2. ↑  Zbog snažnih struja i jakog vjetra u jutarnjim satima, otkačile su se dvije bove za označavanje plivačke staze te su određeni broj plivača navele na pogrešan smjer. Iz tog razloga sportski direktori utrke, kako bi osigurali pravednu utrku, odlučili su izostaviti plivački dio iz sveukupnih rezultata i mjerenje svakom natjecatelju započeti od trenutka izlaska iz mora.